# 316084 Миколапокропивний
316084 Миколапокропивний (316084 Mykolapokropyvny) — астероїд головного поясу, відкритий 26 травня 2009 року в Андрушівці.
Відповідно до стандартної зоряної величини 16,3, діаметр астероїда оцінюється у 1–3 км (за умови, що його альбедо лежить у межах 5–25%).